# Jolene Marie Cholock Rotinsulu
Jolene-Marie Cholock-Rotinsulu (Santa Ana, Kalifornia állam, 1996. május 15. –) indonéziai modell, a indonéz énekes-zeneszerző Puteri Indonesia 2019-es győztese, versenyezni fog a 2019-es Miss International szépségversenyen.

## Diszkográfia

### Zene videó
| év   | cím                                                                                      | műfaj           | énekes / előadó                                 | ref.   |
| 2012 | Neng Neng Nong Neng (Ku Ingin Terus Lama Pacaran Disini) "I Want To Keep on Dating Here" | előadó          | T.R.I.A.D, Ahmad Dhani                          | [ 6 ]  |
| 2013 | Selamat Malam Kekasihku "Goodnite My Lovers"                                             | előadó & énekes | Revo Marty feat. Jolene Marie Cholock Rotinsulu | [ 7 ]  |
| 2013 | Kelelawar "Bat"                                                                          | előadó          | T&I                                             | [ 8 ]  |
| 2013 | Sudahlah Aku Pergi "Let Me Go"                                                           | előadó          | Nobishi                                         | [ 9 ]  |
| 2013 | Asa Pasti "Sure for Sure"                                                                | előadó          | Nobishi                                         | [ 10 ] |

### Film
| év   | cím       | műfaj              | szerep        | filmgyártás        | ref.         |
| 2016 | I AM HOPE | Drama de Realitate | Mia pe Teatru | Alkimia Production | [ 8 ] [ 11 ] |

### Televíziós film
| év   | cím                                                                                | szerep         | hálózat    | ref.   |
| 2010 | Para Pencari Tuhan (Season 4) "God's Seekers (Season 4)"                           | Mary           | SCTV & FOX | [ 12 ] |
| 2012 | Mengejar Cinta Olga 5 (Story of Olga) "Chasing the Love of Olga 5 (Story of Olga)" | Maricha (Icha) | RCTI       | [ 13 ] |
| 2012 | 4 Kembar, 2 Raksasa & Bunda Bidadari "4 Twins, 2 Giants & Mother of Angels"        | Bunda Bidadari | Indosiar   | [ 8 ]  |
| 2014 | Oh Ternyata The Series – "Baby Ngepot" "Oh The Series – "Baby Ngepot"              | Jolene         | Trans TV   | [ 14 ] |

## Fordítás
- Ez a szócikk részben vagy egészben  a   Jolene Marie Rotinsulu című angol Wikipédia-szócikk fordításán alapul.  Az eredeti cikk szerkesztőit annak laptörténete sorolja fel. Ez a jelzés csupán a megfogalmazás eredetét és a szerzői jogokat jelzi, nem szolgál a cikkben szereplő információk forrásmegjelöléseként.